# Senoculus gracilis
Senoculus gracilis is een spinnensoort uit de familie Senoculidae. De soort komt voor in van Guyana tot Argentinië.